# Lista de bairros de Jacareí
Esta é uma lista dos bairros da cidade de Jacareí, São Paulo Os bairros estão ordenados por ordem alfabética.
- Águas de Igaratá
- Altos de Sant'ana I
- Altos de Sant'ana II
- Avareí
- Balneário Paraíba
- Bandeira Branca I
- Bandeira Branca II
- Beira Rio
- Bela Vista
- Bica do Boi
- Campo Grande[1]
- Cassununga
- Centro
- Chacaras Guararema
- Chacaras Marília
- Chacaras Reunidas do Igarapés
- Chacaras Rurais Bela Vista
- Cidade Jardim
- Cidade Salvador
- Clube de Campo
- Conjunto 1° de Maio
- Conjuno 22 de Abril
- Conjunto São Benedito
- Conjunto Residencial Brasília
- Estância Porto Velho
- Fazenda Três Moleques
- Igarapés
- Itapoã
- Jardim América
- Jardim Bela Vista
- Jardim Boa Vista
- Jardim Califórnia
- Jardim Coleginho
- Jardim Colinas
- Jardim Colônia
- Jardim Conquista
- Jardim das Industrias
- Jardim das Oliveiras
- Jardim Didinha
- Jardim Dora
- Jardim do Cruzeiro
- Jardim do Marquês
- Jardim do Portal
- Jardim do Vale
- Jardim Emília
- Jardim Elza Maria
- Jardim Esperança
- Jardim Flórida[1]
- Jardim Guarani
- Jardim Independência
- Jardim Jacinto
- Jardim Leblon
- Jardim Leonidia
- Jardim Liberdade
- Jardim Luíza
- Jardim Marcondes
- Jardim Maria Amélia I[1]
- Jardim Maria Amélia II[1]
- Jardim Marister
- Jardim Mesquita
- Jardim Nicélia
- Jardim Nossa Senhora de Lourdes
- Jardim Nova Esperança
- Jardim Novo Amanhecer
- Jardim Olímpia
- Jardim Panorama
- Jardim Paraíba
- Jardim Paraíso
- Jardim Paulistano
- Jardim Pereira do Amparo
- Jardim Pitoresco
- Jardim Primavera
- Jardim Real
- Jardim Santa Maria
- Jardim Santa Marina
- Jardim Santa Terezinha
- Jardim Santana
- Jardim São Gabriel
- Jardim São José
- Jardim São Luiz
- Jardim São Manoel
- Jardim São Paulo
- Jardim Siesta
- Jardim Sper
- Jardim Vera Lúcia
- Jardim Vista Verde
- Jardim Yolanda
- Lagoinha
- Lagoa Azul
- Mandi
- Mirante do Vale
- Nova Aliança
- Nova Jacareí
- Pagador Andrade
- Parateí de Baixo
- Parateí de Cima
- Parateí do Meio
- Parque Brasil
- Parque Califórnia
- Parque dos Príncipes
- Parque dos Sinos
- Parque Imperial
- Parque Itamaraty
- Parque Meia Lua(Distrito)
- Parque Nova América
- Parque Residencial Jequitiba
- Parque Santo Antônio
- Parque Santa Paula
- Pedramar
- Pedras Preciosas
- Pedregulho
- Portal Alvorada
- Prolongamento Santa Maria
- Recanto dos Pássaros
- Remédios
- Rio Abaixo
- Rio Comprido
- Santa Cruz dos Lázaros
- Santo Antonio da Boa Vista
- São João[1]
- São Silvestre (Distrito)[2]
- Sunset Garden
- Terras da Conceição
- Terras de Santa Clara
- Terras de Santa Helena
- Terras de Sant'ana
- Terras de São João
- Vale dos Lagos
- Veraneio Ijal
- Veraneio Irajá
- Vila Aprazível
- Vila Denise
- Vila D'Itália
- Vila Emídia Costa
- Vila Formosa
- Vila Garcia
- Vila Ita I
- Vila Ita II
- Vila Lopez
- Vila Machado
- Vila Martinez
- Vila Nossa Senhora de Fátima
- Vila Pinheiro
- Vila Romana
- Vila Santa Mônica
- Vila Santa Rita
- Vila São Judas Tadeu
- Vila São João II
- Vila São Simão
- Vila Vilma
- Vila Zezé
- Vilas de Sant'ana
- Villa Branca
- Vista Azul